# Тузбубен
Тузбубен — служебная милицейская собака, второстепенный персонаж романа «Мастер и Маргарита» Михаила Булгакова.
Входит в триаду животных, получивших имена: кот Бегемот у Воланда, собака Банга Понтия Пилата. При этом кот во времени и пространстве связывает Москву и Ершалаим, а Тузбубен и Банга — находятся по отдельности.

## Описание персонажа
Тузбубен пёс знаменитый, храбрый. Остроухий, мускулистый, цвета папиросного пепла, с чрезвычайно умными глазами. У него чудовищные жёлтоватые клыки.

## Роль в романе
В театр Варьете на поиски следов Воланда и его банды появилось следствие в сопровождении Тузбубена. Пса узнали служащие театра, но «поведение его изумило всех». Тузбубен вбежал в кабинет финдиректора, зарычал, оскалил клыки, лёг на брюхо, пополз к разбитому окну. … Пса вывели из кабинета и пустили его в вестибюль, оттуда он вышел через парадный вход на улицу и привёл следовавших за ним к таксомоторной стоянке. Возле неё он след … потерял. После этого Тузабубен увезли…
В черновом варианте пёс Тузбубен, идя по следу запаха из мужской уборной Варьете, приводит к туалету, где обнаруживаются червонцы. Когда их извлекут из вентиляции червонцы оказываются газетной бумагой. Сцена с туалетом, ценностями и их превращение в простую бумагу позднее перенесено в эпизод с обыском в квартире Никанора Ивановича Босого.

## Происхождение персонажа
Тузбубен, то есть бубновый туз, отсылка к кличке знаменитой дореволюционной полицейской собаки породы доберман Треф. Треф — распространённая до революции кличка полицейских собак (трефа — казённая масть), а бубновый туз означает противоположное — осуждённый уголовник.
Михаилу Булгакову была известна поэма Александра Блока «Двенадцать», где патрульный отряд из 12 революционеров характеризуется так:
В зубах — цыгарка, примят картуз,

На спину б надо бубновый туз!
В статье «Ленин в подполье» (газ. «Правда» от 6-7 ноября 1921 года, вырезка была найдена в архиве Булгакова) рассказывается о побеге Владимира Ильича и Григория Зиновьева в Финляндию летом 1917 года и его поисках контрразведкой, полицией с ищейкой Треф и тысячами обывателями.
Борис Соколов приводил сопоставление Тузбубена и Трефа как один из аргументов отождествления Ленина и Воланда.